# 狭叶蓬莱葛
狭叶蓬莱葛（学名：Gardneria angustifolia）为马钱科蓬莱葛属下的一个种。

## 扩展阅读
- 維基物種上的相關：狭叶蓬莱葛